# Giacopo Antonio Venier
Giacopo Antonio Venier   (Recanati, 1422 - Recanati, 3 d'agost de 1479) fou un cardenal i bisbe italià.

## Biografia
Antonio Jacopo Venier va néixer a Recanati l'any 1422. Després d'obtenir un doctorat en dret, es va traslladar a Roma per convertir-se en scriptor papal. Més tard esdevingué clergue a la Cambra apostòlica.
El 15 de setembre de 1460, Alfons el Magnànim el va nomenar bisbe de Siracusa. El papa Pius II va confirmar aquest nomenament el 9 de gener de 1462. El 16 de setembre de 1464 va ser traslladat a la seu de Lleó, prenent Venier possessió del bisbat el 7 d'octubre. Va ser consagrat bisbe el 22 de desembre de 1465 a l'església de Sant'Apollinare alle Terme Neroniane-Alessandrine a Roma pel cardenal Guillaume d'Estouteville, arquebisbe de Rouen.
El papa Pau II el va nomenar nunci d'Enric IV de Castella, que va enviar Venier a Roma com el seu ambaixador. El 1460, es va convertir en nunci del papa a Francesc Sforza a Milà. Va ser traslladat a la seu de Conca el 6 d'octubre de 1469, prenent possessió de la seu el 7 d'agost de 1470. Va ocupar aquesta seu fins a la seva mort.
En el consistori del 7 de maig de 1473, el papa Sixt IV va fer de Venier cardenal prevere. El 10 de maig de 1473 va rebre el barret vermell a la Basílica de Santa Maria Maggiore; i el 17 de maig va rebre el títol de San Vito in Macello Martire. El 3 de desembre de 1476 va optar pel títol cardenalici de San Clemente.
Va morir a Recanati el 3 d'agost de 1479. Va ser traslladat a Roma i enterrat a la Basílica de Sant Climent del Laterà el 12 d'agost de 1479.